# Torsten Gerhardsson
Torsten Folke Arnold Gerhardsson, född 14 juli 1942 i Värnamo församling i Jönköpings län, är en svensk militär.

## Biografi
Gerhardsson avlade officersexamen vid Krigsskolan 1965 och utnämndes samma år till fänrik i armén. Han befordrades till kapten vid Smålands artilleriregemente 1972. År 1975 blev han major i Generalstabskåren och tjänstgjorde vid Försvarets materielverk (FMV) 1975–1979 samt 1979–1980 åter vid Smålands artilleriregemente. Han var detaljchef i Huvudavdelningen för armémateriel vid FMV 1980–1988, befordrades till överstelöjtnant 1982 och var bataljonschef vid Gotlands artilleriregemente 1988–1989 innan han åter tjänstgjorde vid FMV 1989–1993. År 1993 befordrades han till överste, varefter han 1993–1994 tjänstgjorde vid Bodens artilleriregemente och var chef för Artilleriets stridsskola 1994–1996. 1996-1997 var han chef för Norrland Artilleriregemente A4 i Östersund. Åren 1997–2000 var han chef för Bodens artilleriregemente (som den 1 januari 1998 namnändrades till Norrlands artilleriregemente).